# Hill of Uisneach

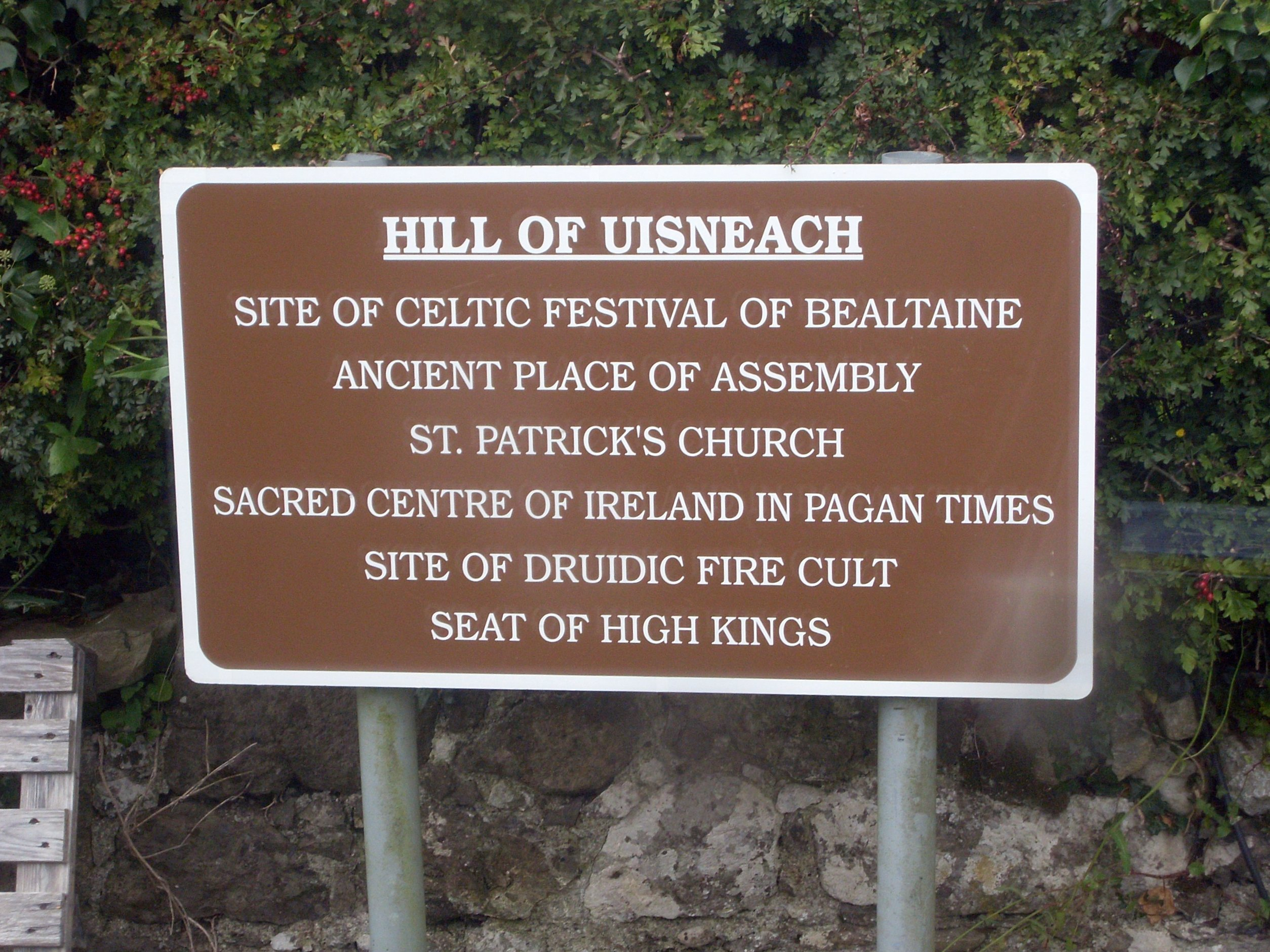
Hillschild

Der Hill of Uisneach (irisch Cnoc Uisnigh, englisch auch Ushnagh Hill) liegt an der Straße R390 von Ballymore nach Mullingar im County Westmeath und ist das geographische und spirituelle Zentrum des alten Irland. Uisneach (altirisch Uisnech) ist ein:
- Festplatz zu Beltaine
- alter Versammlungsplatz
- Ort einer St. Patricks Kirche
- Heiliges Zentrum des heidnischen Irland
- druidischer Feuerkultort
- Sitz von Königen

Auf der Spitze des 182 m hohen Hügels sind scheinbar wirr verlaufende Erdwälle und Mauern und die Stute-und-Hengst-Souterrains.
In der Nähe des Hügels liegt der Catstone (eigentlich Carraig Choithrigi – Fels der Teilung), die Stelle, wo die einst fünf irische Provinzen zusammenliefen. Nicht weit entfernt an der Public Road befindet sich eine Heilige Quelle der St. Brigid und ein Rag Tree.

## Legenden
Uisneach war der Mittelpunkt der spirituellen Macht Irlands. Mide, der oberste Druide der Milanesier, der auch einem Teilkönigreich den Namen gab, entfacht hier das erste heilige Feuer. Die einheimischen Druiden kritisierten Mide. Darauf brachte er sie zum Schweigen, indem er ihnen die Zunge herausschnitt, diese vergrub und sich drauf setzte. „Stolz“, „uisnech“, sitzest du hier, kommentierte seine Mutter den Triumph. So kam der Hügel zu seinem Namen.
Die Firbolg stellten hier den Cat Stone auf, an dem die fünf Provinzen Ulster, Ost- und Westmunster, Connacht und Leinster zusammenliefen. Der Name ist die Verballhornung des Namens »Carraig Choithrigi«, »Fels der Teilung«. Bis ins hohe Mittelalter wurden die Grenzen am Cat Stone definiert. Fintan ['fʴintan mak 'boːxra] wird bei einem Streit, bereits tief in der christlichen Ära, herbemüht und berichtet, wie „Trefuilngid Tre eochair“, der Riese aus der Anderswelt, „der den Auf- und Niedergang der Sonne regelte“, am Tag von Christi Kreuzigung, diese Grenze so festgesetzt habe.
Der Dagda wurde hier unter seinem Namen „Eochaid Ollathair“, göttliches Pferd und Allvater – verehrt. Er besaß einen Wohnsitz auf Uisneach und hielt auf dem Hügel regelmäßig Versammlungen ab. Hier stellte ihm Midir seinen Sohn Oengus vor. Eine Überlieferung lässt die Geschichte Aided Chlainne Tuirenn vom Tod der Kinder Tuirenns, auf dem Hügel spielen. Lugh hatte auf Uisneach das Fest zu Beltane eingerichtet. Mächtige Feuer wurden zu Ehren des Sonnengottes entzündet.
Der Hügel hatte schon immer der Königin Eire ['eːrʴu] gehört, die sich hier auch begraben ließ. Die Milesier suchten hier um ihre Unterstützung und ihren Segen für ihre Eroberung. Sie stellte nur die Bedingung, dass ihr Name (Eire) auf ewig zur Insel gehören soll.